# Пенроуз, Роджер
Сэр Ро́джер Пенро́уз (англ. Roger Penrose; род. 8 августа 1931, Колчестер, Англия) — британский физик и математик, работающий в различных областях математики, общей теории относительности и квантовой теории; автор теории твисторов.
Доктор философии (1957), возглавляет кафедру математики Оксфордского университета.
Член Лондонского королевского общества (1972), иностранный член Национальной академии наук США (1998) и Американского философского общества (2011).
Среди наград — премия Вольфа (1988, совместно со Стивеном Хокингом), медаль Копли (2008) и Нобелевская премия по физике (2020) «за открытие того, что образование чёрных дыр с необходимостью следует из общей теории относительности». Рыцарь-бакалавр (1994).

## Биография
По отцовской линии его дед был профессиональным художником, а бабушка происходила из зажиточной квакерской семьи банкиров. По материнской линии, бабушка — урождённая Сара-Мера Натансон (в замужестве Соня Мэри Лидз, 1871—1964) — была пианисткой, происходила из занятой в лесоторговле еврейской купеческой семьи и жила в Санкт-Петербурге в доме № 11 по Фурштатской улице до тех пор, пока, разорвав отношения с отцом — купцом первой гильдии Меером Натансоном, не покинула Россию в 1896 году после знакомства в Швейцарии с англичанином Джоном Бересфордом Лидзом (1864—1956), профессором физиологии, членом Королевского общества, в будущем его дедом. В 1909 году они поселились в Канаде, где Дж. Лидз получил место профессора клинической биохимии Университета Торонто, а его жена была активна в местном движении суфражисток и публиковала буклеты на эту тему.
Родители — Лайонел Шарплз Пенроуз (1898—1972) и Маргарет Лидз (Margaret Leathes, 1901—1989) — имели медицинское образование, мать была врачом, отец — психиатром и медицинским генетиком, членом Королевского общества. Пенроуз родился во время их пребывания в Колчестере, где его отец принимал участие в исследовательском проекте. Братья — математик и физик Оливер Пенроуз и психолог и шахматист Джонатан Пенроуз, сестра — онкогенетик Ширли Ходжсон.
В 1939 году семья переехала в США, а затем в Канаду — в город Лондон в провинции Онтарио, где Роджер посещал школу. В это же время у него начал формироваться интерес к математике. Источником этого интереса было увлечение ею отца и матери (особенно геометрией). Это обстоятельство повлияло прежде всего и на Оливера, который успевал в математике и физике лучше своих сверстников.
После окончания войны в 1945 году семья Пенроузов возвратилась в Англию и поселилась в Лондоне. Роджер посещал школу Университетского колледжа Лондона, где его отец занимал должность профессора генетики человека. Интерес будущего учёного к математике становился всё сильнее, и к окончанию школы ему пришлось выбирать между специализацией в биологии и химии (чтобы затем получить медицинское образование и продолжить семейную традицию) и специализацией в физике, химии и математике. Пенроуз выбрал последнее, чем изрядно огорчил родителей.
После получения почётной (с отличием) степени бакалавра математики в Университетском колледже Роджер, следуя примеру Оливера, поступил в Кембриджский университет (в колледже Святого Иоанна), решив, в отличие от брата, занявшегося физикой, специализироваться в чистой математике и начал исследования по алгебраической геометрии под руководством Вильяма Ходжа. С последним он проработал только год, так как тот решил, что проблемы, которыми интересуется Пенроуз, лежали вне области его собственных интересов. В последующие два года руководителем Пенроуза был Джон Тодд.
Пенроуз отмечает особое влияние некоторых курсов:

Помню, как я посещал три курса, ни один из которых не имел никакого отношения к тем исследованиям, которыми я собирался заниматься в дальнейшем. Одним из них был захватывающий курс по общей теории относительности Германа Бонди; у Бонди был замечательный стиль чтения лекций, как бы одухотворявший предмет обсуждения. Другим — курс по квантовой механике Поля Дирака, прекрасный в совершенно ином отношении; он был просто идеальным собранием лекций, они казались мне крайне вдохновляющими. А третьим, оказавшим большое влияние позже, хотя в то время я и не подозревал, что так произойдёт, — был курс по математической логике Стина. Я узнал о машинах Тьюринга и теореме Гёделя и, думаю, именно в то время у меня сформировались представления, которым я верен до сих пор, — что в психических явлениях, в особенности в нашем понимании математики, существует что-то, чего нельзя охватить каким бы то ни было вычислением. Это воззрение засело во мне с того периода.
Оригинальный текст (англ.)I remember going to three courses, none of which had anything to do with the research I was supposed to be doing. One was a course by Hermann Bondi on general relativity which was fascinating; Bondi had a wonderful lecturing style which made the subject come alive. Another was a course by Paul Dirac on quantum mechanics, which was beautiful in a completely different way; it was just such a perfect collection of lectures and I really found them extremely inspiring. And the third course, which later on became very influential although at the time I didn’t know it was going to, was a course on mathematical logic given by Steen. I learnt about Turing machines and about Gödel’s theorem, and I think I formulated during that time the view I still hold that there is something in mental phenomena, something in our understanding of mathematics in particular, which you cannot encapsulate by any kind of computation. That view has stuck with me since that period.

В 1957 году в кембриджском колледже Святого Иоанна получил степень доктора философии, защитив диссертацию по основным методам алгебраической геометрии. К этому времени его уже увлекла физика. Особенно повлиял в данном отношении на него известный физик и друг его брата Деннис Сиама.
1956—1957 академический год читал лекции по чистой математике в Бедфордском колледже в Лондоне, а затем получил позицию исследователя в родном колледже в Кембридже, где провёл три года. Тогда же (в 1959 году) он женился на Джоан Изабель Ведж (Joan Isabel Wedge).
Получив ещё до окончания учёбы грант НАТО, уехал в США на 1959—1961 годы и работал в Принстонском и Сиракузском университетах. В 1961—1963 годы занимал должность научного сотрудника в Королевском колледже в Лондоне; в 1963—1964 годах — приглашённого адъюнкт-профессора в Техасском университете в Остине.
В 1964 году был назначен лектором в Биркбекском колледже в Лондоне, а двумя годами позднее — профессором прикладной математики там же.
В 1973 году занял кресло Роузболловского профессора математики в Оксфордском университете и удерживал его до 1998 года, оставшись эмеритом на той же должности и занимающий её по настоящее время. В том же 1998 году он был назначен профессором геометрии в Грешем-колледже в Лондоне (до 2001 года).
В 1992 году подписал «Предупреждение человечеству».
В октябре 2012 года Роджер Пенроуз посетил Киев и прочитал две лекции в Киевском университете и КПИ.[значимость факта?]
В 2013 году Роджер Пенроуз с 26 марта по 6 апреля находился в России: в Санкт-Петербурге и Москве. 27 марта 2013 года Роджер Пенроуз прочитал лекцию «Why New Physics is needed to Understand the Conscious Mind» на факультете свободных искусств и наук СПбГУ. 1 апреля 2013 года по приглашению фонда Дмитрия Зимина «Династия» прочёл в московском Политехническом музее лекцию «Круги Времени: Можно ли сквозь Большой взрыв разглядеть предыдущую Вселенную?».[значимость факта?]

## Научные достижения

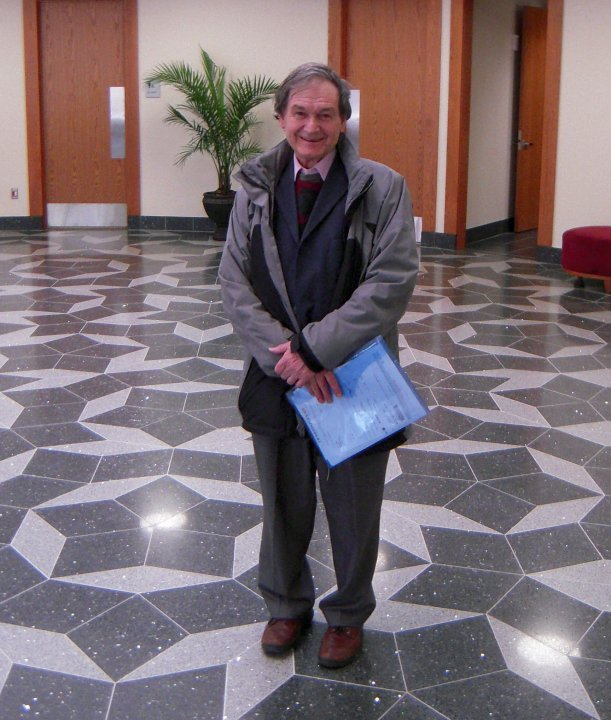
Роджер Пенроуз стоит на полу, покрытом мозаикой Пенроуза

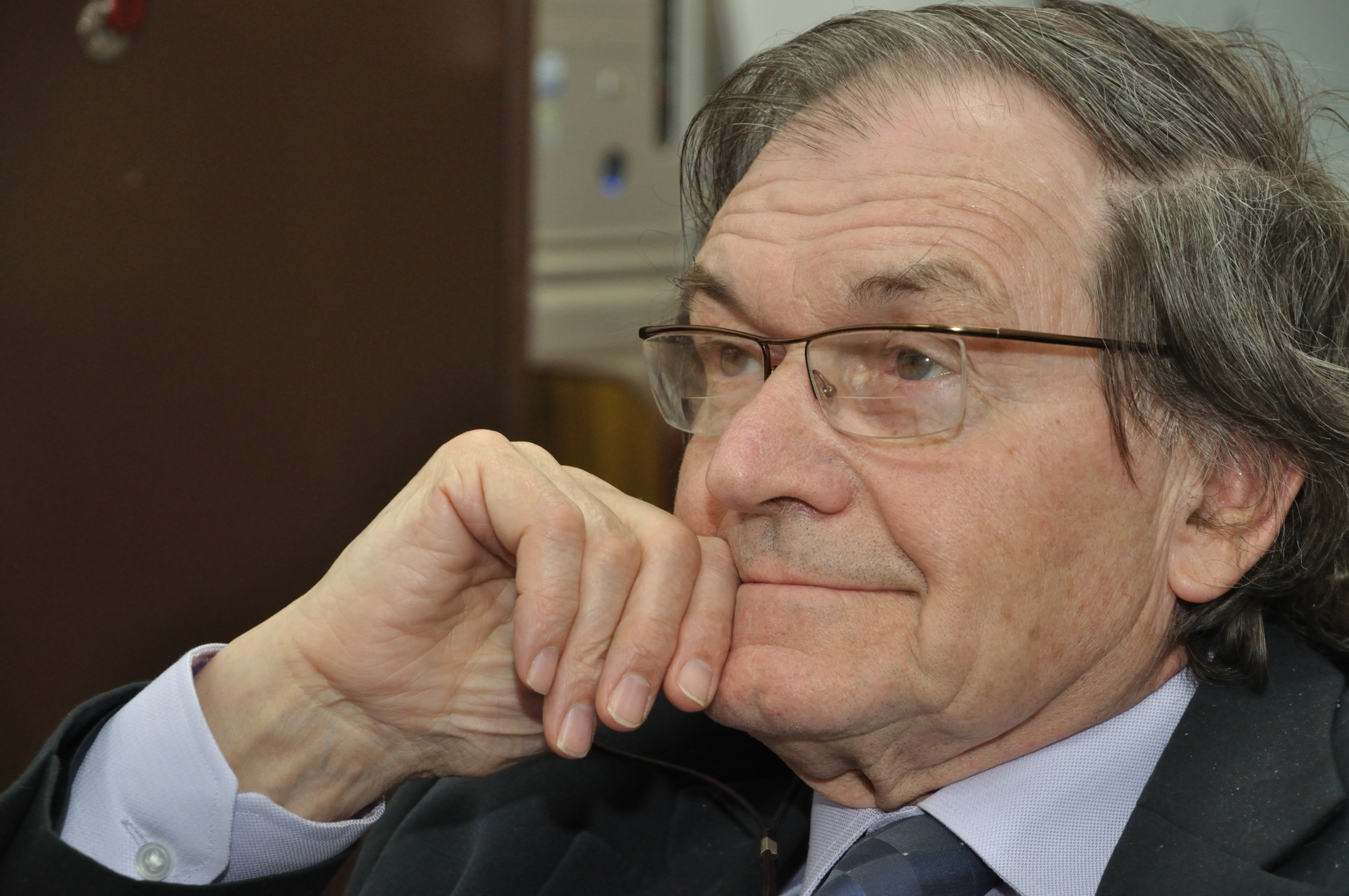
Роджер Пенроуз в январе 2011 года

В 1955 году, будучи студентом, Пенроуз переизобрел псевдообращение (известное также как обращение Мура — Пенроуза).
В 1965 году в Кембридже Пенроуз показал, что сингулярности, подобные существующим в чёрных дырах, могут быть сформированы в процессе гравитационного коллапса умирающих больших звёзд.
В 1967 году разработал теорию твисторов, которая основана на отображении Пенроуза, отображающем геометрические объекты пространства Минковского на четырёхмерное комплексное векторное пространство твисторов. В 1969 году он выдвинул гипотезу «космической цензуры» (англ. cosmic censorship). Она состоит в том, что свойства самой Вселенной не допускают наблюдения свойственной сингулярностям (например, в чёрных дырах) непредсказуемости, закрывая формирующиеся сингулярности горизонтами событий. Данная форма сейчас известна как гипотеза слабой цензуры (англ. weak censorship hypothesis). В 1979 году Пенроуз выдвигает гипотезу сильной цензуры (англ. strong censorship hypothesis).
В 1974 году Роджер Пенроуз приобретает широкую известность как изобретатель мозаики Пенроуза, позволяющей с помощью всего лишь двух плиток весьма простой формы замостить бесконечную плоскость непериодическим узором. В 1984 году подобные структуры были найдены в расположении атомов квазикристаллов.
Самым важным научным вкладом Пенроуза можно считать изобретение спиновых сетей (1971 год), которые затем были активно использованы для описания геометрии пространства-времени в петлевой квантовой гравитации.
В 1989 году выпущена его книга «Новый ум короля» (англ. The Emperor's New Mind), в которой автор излагает свои мысли про квантовое сознание и теорию так называемого сильного искусственного интеллекта, обосновывая несостоятельность воплощения в жизнь такой формы искусственного интеллекта.
В 1990-х годах совместно со Стюартом Хамероффом разработал теорию квантового нейрокомпьютинга Хамероффа — Пенроуза на основе «Orch OR» модели сознания. Согласно этой теории, активность мозга рассматривается как существенно квантовый процесс. При этом за счёт эффектов квантовой гравитации происходит процесс непрерывной «объективной редукции» (англ. objective reduction — OR) волновой функции частей мозга, что вызывается расхождением квантовых состояний пространства-времени до предела, после которого они редуцируются. Процесс редукции описывается как «дирижированный» (англ. orchestrated — Orch) выбор соответствующего состояния (термин orchestrated применяется авторами, так как они считают, что коллапс макроскопического перепутанного состояния в микротрубочках клеточных органелл в некоторой мере управляется — дирижируется — мембранными белками). Совместно с Ваагном Гурзадяном развивал конформную циклическую космологию.
В 2004 году выпустил книгу Путь к реальности (англ. The Road to Reality) с изложением собственных взглядов на законы Вселенной, 1099 страниц, содержащих обширные комментарии к законам физики.
В 2005 году в июньском номере журнала Discover обрисовал собственную интерпретацию квантовой механики.

## Награды и отличия
Является почётным профессором многих зарубежных университетов и академий. Член (fellow) Международного общества общей теории относительности и гравитации (2010).
В 1994 году за заслуги в развитии науки ему был присвоен рыцарский титул.
- Премия Адамса (Adams Prize[англ.]) (1966)
- Премия Дэнни Хайнемана в области математической физики (1971)
- Медаль Эддингтона (1975, совместно со Стивеном Хокингом)
- Королевская медаль (1985)
- Премия Вольфа по физике (1988, совместно с Хокингом)
- Медаль Дирака (1989)
- Мессенджеровские лекции (1990)
- Медаль Альберта Эйнштейна (1990)
- Science book prize[англ.] (1990)
- Naylor Prize and Lectureship[англ.] (1991)
- Эйлеровская лекция (1994)
- James Scott Prize Lectureship[англ.] (1997—2000)
- Медаль Гельмгольца (1998)
- Медаль Карла Шварцшильда (2000)
- Премия Марселя Гроссмана (2000)
- Гиббсовская лекция (2000)
- Орден Заслуг (2000)
- Шрёдингеровская лекция (Имперский колледж Лондона) (2001)
- Медаль де Моргана (2004)
- Медаль Амальди[нем.] (2004)
- Dirac Medal for the Advancement of Theoretical Physics (2006)
- Медаль Копли (2008)
- Премия Фонсеки (2011)
- Эрнстовская лекция (2012)[26]
- Мемориальная лекция Соломона Лефшеца (2015)
- The Clay Award for Dissemination of Mathematical Knowledge (2018)[27]
- Премия имени И. Я. Померанчука (2019)[28]
- Erasmus Medal[нем.] (2020)
- Нобелевская премия по физике (2020)

## Комментарии
1. ↑  Совместно с Райнхардом Генцелем и Андреа Гез, которым она была присуждена «за открытие сверхмассивного компактного объекта в центре нашей галактики».